# Sak Puk 'Ano
Sak Puk 'Ano es una localidad del municipio de Larráinzar ubicado en la región de Los Altos del estado mexicano de Chiapas.

## Geografía
La localidad de Sak Puk 'Ano se sitúa en las coordenadas geográficas 16°55′03″N 92°48′27″O / 16.917500, -92.807500, a una elevación de 2,074 metros sobre el nivel del mar.

## Demografía
Según el Censo de Población y Vivienda 2020, efectuado por el Instituto Nacional de Estadística y Geografía, la localidad de Sak Puk 'Ano tiene 100 habitantes, de los cuales 50 son del sexo masculino y 50 del sexo femenino. Su tasa de fecundidad es de 3 hijos por mujer y tiene 20 viviendas particulares habitadas.
| Gráfica de evolución demográfica de Sak Puk 'Ano entre 1921 y 2020 |
|                                                                    |
| INEGI.                                                             |